# Ходжес, Джонни
Джон Корне́лиус «Джо́нни» Хо́джес (англ. John Cornelius «Johnny» Hodges; 25 апреля 1906, Кембридж, Массачусетс — 11 мая 1970, Нью-Йорк) — американский альт-саксофонист, мастер свинга, мелодист. Сыграл важную роль в становлении оркестра Дюка Эллингтона и оказал значительное влияние на многих музыкантов джаза.

## Биография
Джон Ходжес родился в рабочей семье. В ней хотели, чтобы он играл на фортепиано, но мальчик предпочел ударные инструменты, которые осваивал самостоятельно. В 13 лет Ходжес начал играть на сопрано-саксофоне, беря уроки у Сиднея Беше.
В середине 1920-х годов Джон играет на сопрано-саксофоне в танцевальных оркестрах и в свои восемнадцать лет становится уже довольно известным музыкантом в Бостоне. Вскоре он записывает свою первую пластинку. Одновременно с этим Ходжес выступает в клубе «Блэк энд Уайт» на альтовом саксофоне, получая два с половиной доллара за выступление. В это время Сидней Беше открывает на 142-й улице в Гарлеме клуб под названием «Клаб Беше» и приглашает Ходжеса. Джонни работает там несколько недель, играет дуэты или солируя, если Беше отсутствовал. Начиная с 1925 года Ходжес курсирует между Бостоном и Нью-Йорком, выступая со многими из наиболее известных негритянских оркестров. Играет с бэндом Чика Уэбба (1927) и в 1928 году записывается с Кингом Оливером. Тогда же Дюк Эллингтон начинает уговаривать Джонни приехать в Нью-Йорк и присоединиться к его ансамблю. Однако Джонни Ходжес не сразу принимает предложение Эллингтона. 18 мая 1928 года, когда саксофонист Дюка Эллингтона Тоби Хардвик попадает в автомобильную катастрофу, Ходжес соглашается войти в бэнд Эллингтона. В 1928—1951 и затем в 1955—1970 годах Ходжес играет в эллингтоновском биг-бэнде, где его основным инструментом становится альт-саксофон.
Баритон-саксофонист Гарри Карни рассказывал о Джонни Ходжесе тех лет:

Он был по натуре очень стеснителен, и окружающие часто неправильно воспринимали его поведение. Даже когда он уже набрался опыта, он не хотел выходить солировать к микрофону, а предпочитал сидеть на своем месте.

Вскоре Ходжес женится на Кью — актрисе из «Коттон-клаб».
В 1937 году журнал «DownBeat» начал проводить ежегодные опросы читателей, чтобы определять наиболее популярных джазовых исполнителей. По результатам опроса 1938 года Джонни Ходжес стал вторым альт-саксофонистом, в 1940 году — первым. В последующие годы Джонни Ходжеса признавали лучшим альт-саксофонистом почти автоматически год за годом. Джазовый критик Джеймс Линкольн Коллиер, характеризуя игру саксофониста в те годы, писал:

К 1943 году Джонни Ходжес уже выработал свой маслянистый тембр, а в глиссандо с ним, на мой взгляд, не может сравниться ни один джазовый саксофонист. Его мелодия льется и скользит, сплетаясь и расплетаясь, как девушки в хороводе. Он играет практически a cappella: сопровождают его по большей части смычковый контрабас, шепот деревянных духовых и осторожное фортепиано.

В последние годы у Ходжеса были проблемы с сердцем. 11 мая 1970 года Джонни Ходжес скоропостижно скончался (на приеме у зубного врача в Нью-Йорке ему стало плохо, он вышел в туалет и там его настиг сердечный приступ). Его работа над записью «Новоорлеанской сюиты» осталась незавершенной.
Рассел Прокоуп (один из мастеров саксофонной секции) вспоминает, что он услышал печальную новость по радио в своей машине, и ему пришлось съехать на обочину: его стошнило. Когда с Дюком Эллингтоном попытались затеять разговор о том, кем можно заменить Ходжеса, он сказал «Джонни незаменим… Из-за этой огромной потери наш оркестр никогда уже не будет звучать так, как прежде».
Ходжес остался в памяти как одна из ключевых фигур в истории свинга и оркестра самого Дюка Эллингтона.

## Творчество
На становление Ходжеса как музыканта оказало серьёзное воздействие творчество Сиднея Беше, что отразилось и в его подходе к ритму, и в стремлении к теплоте и плавности звучания.

Солирует Джонни Ходжес

Джонни Ходжес фактически создал язык альт-саксофона и был одним из самых сильных свинговых солистов в истории джаза ХХ столетия. Звук его альт-саксофона был незабываем и временами напоминал человеческий голос, как у вокалиста, чуть форсированно берущего верхние ноты. По словам критика 'он играл с плавной грацией парящего в небесах сокола, то устремляющегося вниз, то взмывающего к сияющему солнцу". Ходжес виртуозно использовал струящиеся глиссандо, исполняемые с плавностью, поражавшей других музыкантов. Главным его завоеванием были мягкость и теплота звука в пьесах балладного типа и неподражаемый свинг в более быстрых композициях. Он, наряду с Чарли Паркером, до сих пор остается лучшим за всю историю джаза альтовым саксофонистом, а в некоторых отношениях, особенно в том, что касается чувственности и страстности звучания, он превосходит последнего.
Временами альтовый саксофон Ходжеса звучал как теноровый, что отмечали Кути Уильямс и Коулмен Хокинс. Ходжесу также нередко приходилось играть на сопрановом саксофоне. Он блестяще владел и этим инструментом, добиваясь стремительного, заразительного свингования. Но 1940 году он отказался от этого инструмента, объясняя своё решение:

Дюк [Эллингтон] делал множество аранжировок с ведущей партией сопранового саксофона. И двойная ответственность — за исполнение лида, а также за солирование непосредственно после этого — была слишком тяжела.

В центре саксофонной секции оркестра Дюка Эллингтона Джонни Ходжес всегда выглядел скучающим и сонным. Он часто дремал, изредка открывая глаза, чтобы взглянуть на часы в ожидании своего выступления. Когда подходила очередь его соло Ходжес медленно выходил к одному из микрофонов перед оркестром. Когда он начинал играть, все преображалось. Живое, элегантное, поразительно чувственное соло Джонни Ходжеса напоминало дуновение легкого бриза.
Ходжес на протяжении многих лет вызывал к себе интерес как к выдающемуся художнику звука, исполняя темы, которые были ему во многом близки в личном плане. В этом отношении характерны его записи «The Twich», «Day Dream» и «Blues For New Orleans» — последнее обращение альтиста к слушателям.
Помимо выступлений в составе оркестра, он часто записывался, участвуя в различных проектах. Результатом этих сессий стали маленькие шедевры, такие как «Dooji Wooji», «Hodge Podge», «Finesse», «Passion Flower». После возвращения Ходжеса в оркестр Эллингтона, эта серия сессий продолжилась на «Verve», «RCA», «Impulse». На лейбле «Verve» состоялась запись «Duke’s In Bed». Осенью 1956 года был записан «Ellington’s All Stars Without Duke», где Джонни Ходжес достигает вершины своего творчества. Далее следует запоминающийся диск «Back To Back» 1959 года, где Ходжес и Эллингтон находятся в одном составе с трубачом Харри Эдисоном (Harry Edison) и барабанщиком Джо Джонсоном (Jo Jones) и используют свежий музыкальный материал. В течение 1960-х годов продюсер и биограф Стэнли Дэнс (Stanley Dance) организовал множество джэм-сейшенов для «Impulse», где Джонни Ходжес сыграл выдающуюся роль, особенно в «Everybody Knows Johnny Hodges» (диске, который был записан под его именем и при участии эллингтоновских музыкантов). Интересны были совместные проекты Ходжеса с органистом Уилдом Биллом Дэвисом (Wild Bill Davis) в 1965—1966 годах, где представлены многочисленные стандарты и темы, написанные самим Джонни Ходжесом.
Существует ещё один пласт творчества саксофониста: его работы в оркестрах различных студий за пределами коллектива Дюка Эллингтона. Среди наиболее значительных — записи с Билли Холидей (Billie Holiday) и пианистом Тедди Уилсоном (Teddy Wilson) в 1936—1937 годах. Заслуживают упоминания замечательные музыкальные проекты с Лайонелом Хэмптоном («On The Sunny Side Of The Street»), Бенни Гудменом («Live At Carnegie Hall») и с Чарли Паркером. Конфронтация стилей, имевщая место в записи с Паркером, оказалась более чем захватывающей, особенно в теме К. Портера «What Is This Thing Called Love».
Творчество и жизнь великого солиста были подробно изучены французским писателем и музыкантом Борисом Вианом (Boris Vian) в книге «Пена дней», где он пишет:

Несомненно, есть что-то неземное в манере игры Джонни Ходжеса, что-то необъяснимое и чувственное, и эта чувственность бестелесна.

### Избранная дискография
- 1952 — Norman Granz Jam Session
- 1954 — More Of Johnny Hodges
- 1954 — Used To Be Duke
- 1955 — Johnny Hodges Dance Band
- 1959 — Back To Back: Duke Ellington And Johnny Hodges Plays The Blues
- 1960 — Side By Side
- 1961 — The Johnny Hodges All Stars
- 1961 — Johnny Hodges In Scandinavia
- 1961 — At sportpalast, Berlin (2CD)
- 1962 — Johnny Hodges With Billy Strayhorn And His Orchestra (1962)
- 1964 — Mess Of Blues
- 1965 — Everybody Knows
- 1965 — Blue Pyramid
- 1965 — Johnny Hodges With The Lawrence Welk’s Orchestra
- 1966 — Johnny Hodges & Will Bill Davis (2CD)
- 1966 — In A Mellotone
- 1967 — Swing’s Our Thing
- 1967 — Triple Play
- 1970 — Three Shades Of Blue
- 1989 — The Complete Johnny Hodges Sessions.1951-55